# 운교로
운교로(Ungyo-ro)는 인천광역시 동구 만석동에서 화평동까지 이르는 인천광역시도로, 총 연장은 185m이다. 도로명의 유래는 화평동 구름다리인 '운교'의 명칭을 이용하여 제명되었다.

## 역사
- 2009년 11월 3일 : 도로명으로 운교로를 고시

## 주요 경유지
- 인천광역시 (동구) 
  - 만석동 - 화평동

## 접촉하는 도로
- 참외전로
- 석수로
- 만석로
- 화도진로

## 주요 건물 및 시설
- 인천프라자 (운교로 10/화수동 287-4)
- 중구농협 (운교로 15/화수동 287-65)
- 그 외 : 화수자유시장, 전동교